# Цибона (Загреб)
«Цибона» — хорватський баскетбольний клуб з міста Загреб, створений у 1946 році. Разом із БК «Спліт» є найтитулованішим клубом Хорватії.

## Титули
- Кубок чемпіонів (2): 1985, 1986
- Кубок володарів кубків (2): 1982, 1987
- Кубок Корача (1): 1972
- Чемпіон Хорватії (18): 1992, 1993, 1994, 1995, 1996, 1997, 1998, 1999, 2000, 2001, 2002, 2004, 2006, 2007, 2009, 2010, 2012, 2013
- Кубок Хорватії (6): 1995, 1996, 1999, 2001, 2002, 2009, 2013
- Чемпіон Югославії (3): 1982, 1984, 1985
- Кубок Югославії (8): 1969, 1980, 1981, 1982, 1983, 1985, 1986, 1988